# Бродський повіт (Австро-Угорщина)
Брідський повіт — історична адміністративно-територіальна одиниця у складі Австро-Угорщини, Західно-Української Народної республіки, Польщі та СРСР. Сучасний Бродівський район у складі Львівської області України.
Адміністративний центр — місто Броди населення становило 11 708 осіб у 1931 році.

## Географія
Територія становила 968,5 км². Населення — 78 801.
Межував на північному сході з Волинською губернією Російської імперії, а після першої світової війни — Волинським воєводством, а також повітами Тарнопольського воєводства:
- на північному заході з Радехівським повітом
- на південному заході з Золочівським повітом
- на південному сході зі Зборівським повітом.

Рельєф був горбистий, висота над рівнем моря мала найвищі показники у воєводстві. Звідси витікали річки Західний Буг, Серет, Вілія та інші.

## У складі Королівства Галичини та Володимирії
Утворений у 1854 р. Під час адміністративної реформи місцевого самоврядування розпорядженням міністерства внутрішніх справ Австро-Угорщини 23 січня 1867 року ліквідовані округи та збільшені повіти, до Бродського повіту приєднані Залозецький, Лопатинський і Олеськівський повіти, структуру яких збережено в судовій адміністрації.
У 1880 році повіт поділявся на 109 кадастральних гмін, до складу повіту входило 1 місто і 123 сільські громади. Територія повіту поділялась між чотирма судовими повітами (Бродівський, Залозецький, Лопатинський і Олеськівський).
У 1912 році передано територію Лопатинського судового повіту до новоутвореного Радехівського повіту.

## ЗУНР
Повіт входив до Тернопільської військової області ЗУНР. Повітовим комісаром був поштовий урядник Северин Левицький, його змінив Іван Герасимович, судовий радник у Самборі. Міським комісаром (бургомістром) був Ріттель (єврей). Делегатом до УНРади обраний Степан Назаревич.

## У складі Польської Республікої
Після окупації поляками Галичини, включений у 1920 році до новоствореного Тернопільського воєводства.

### Адміністративний поділ

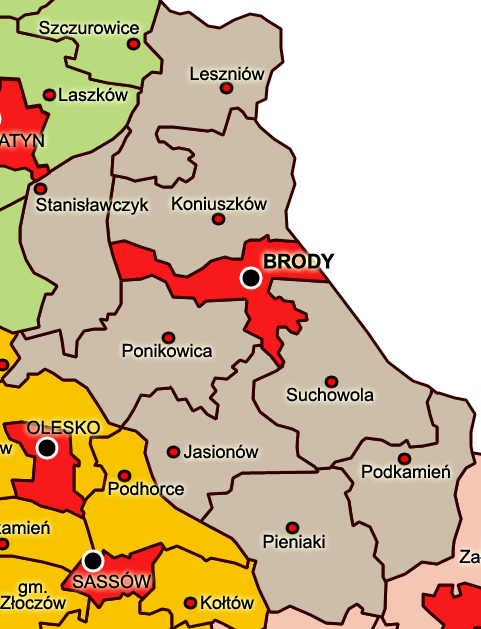
Бродський повіт

1 липня 1925 року з Радехівського повіту вилучені гміни (села) Руда Бродська, Монастирок Бродський, Станіславчик і Бордуляки та включені до Бродівського повіту.
15 червня 1934 року до Бродського повіту передані села Лукавець, Батьків та Маркопіль зі Зборівського.
Відповідно до розпорядження міністра внутрішніх справ Польщі від 21 липня 1934 року «Про поділ повіту Бродського у воєводстві Тернопільському на сільські гміни» 1 серпня 1934 року у Бродському повіті були утворені об'єднані сільські гміни.

#### Міста (Міські ґміни)
1. м. Броди

#### Сільські ґміни
Кількість:
1920—1925 рр. — 55
1925—1934 рр. — 58
1934 рр. — 62
1934—1939 рр. — 8
| Об'єднані сільські ґміни 1934 року | Об'єднані сільські ґміни 1934 року | Старі сільські ґміни | Кількість |
| ---------------------------------- | ---------------------------------- | --- | --------- |
| 1                                  | Ґміна Конюшків                     | Берлін, Бєлявце (Білявці), Клєкотув (Клекотів), Конюшків, Лагодув (Лагодів), Шнирув (Шнирів), Язловчик (Язлівчик) | 7         |
| 2                                  | Ґміна Лешнів                       | Болдури (Бовдури), Ґжималувка (Грималівка), Коморувка (Комарівка), Корсув (Корсів), Лешнюв (Лешнів), Пяскі (Піски) | 6         |
| 3                                  | Ґміна Пеняки                       | Баткув (Батьків) (з 15.06.1934), Голубіца (Голубиця), Гута Пєняцька, Гутисько Літовиське, Гутисько Пеняцьке, Звижин (Звижень), Літовіско (Літовище), Лукавєц (Лукавець) (з 15.06.1934), Маркополь (Маркопіль) (з 15.06.1934), Пеняки, Чепелє (Чепелі), Шишковце (Шишківці) | 10        |
| 4                                  | Ґміна Підкамінь                    | Вєжбовчик (Вербівчик), Дудин, Кутище, Малєніска (Малинище), Нємяч, Ожеховчик (Оріхівчик), Палікрови (Паликорови), Паньковце (Паньківці), Подкамєнь (Підкамінь), Поповце (Попівці), Стиберувка (Стиборівка), Тетильковце (Тетильківці)                                      | 12        |
| 5                                  | Ґміна Пониковиця                   | Висоцко (Висоцько), Ґає Смоленьскє (Гаї Смоленські), Голосковіце (Голосковичі), Заблотце (Заболотці), Лабач, Пониковиця, Чехи | 7         |
| 6                                  | Ґміна Станіславчик                 | Бордулякі (з 01.07.1925), Монастирек (з 01.07.1925), Ражнюв (Ражнів), Руда Бродська (з 01.07.1925), Станіславчик (з 01.07.1925) | 5         |
| 7                                  | Ґміна Суховоля                     | Боратин, Бучина, Ґає Дитковскє (Гаї-Дітковецькі), Дитковце (Дітківці), Накваша, Суховоля, Черніца (Черниця) | 7         |
| 8                                  | Ґміна Ясенів                       | Волохи, Дубє, Гуціско Бродзкє, Кадлубіска, Майдан Пєняцкі, Поніква, Суходоли, Ясьонув | 8         |

* Виділено містечка, що були у складі сільських ґмін та не мали міських прав.

### Населення
У 1939 році в повіті проживало 98 040 мешканців (64 240 українців-грекокатоликів — 65,52 %, 11 225 українців-латинників — 11,45 %, 8 895 поляків — 9,07 %, 2 240 польських колоністів міжвоєнного періоду — 2,28 %, 10 770 євреїв — 10,99 % і 470 німців та інших національностей — 0,48 %).
Публіковані польським урядом цифри про національний склад повіту за результатами перепису 1931 року (з 91 248 населення ніби-то було аж 32 843 (35,99 %) поляків при 50 490 (55,33 %) українців, 7 640 (8,37 %) євреїв і 165 (0,18 %) німців) суперечать шематизмам і даним, отриманим від місцевих жителів (див. вище), та пропорціям за допольськими (австрійськими) і післяпольськими (радянським 1940 та німецьким 1943) переписами.

## СРСР
27 листопада 1939 року повіт увійшов до складу новоутвореної Львівської області.
17 січня 1940 року терен повіту розділили на Бродівський, Підкамінський і Пониковицький райони.
У липні 1946 року ліквідований Пониковицький район, а його територія передана до складу Заболотцівського району.
4 березня 1959 року вже було ліквідовано Заболотцівський район, а його територія передана до складу Бродівського та Олеського районів.
23 вересня 1959 року ліквідований Підкамінський район, територія якого передана до складу Бродівського району.
30 грудня 1962 року, коли було підписано указ Президії Верховної Ради УРСР "Про укрупнення сільських районів УРСР (по Львівській області). На відміну від багатьох інших ліквідованих районів Олеський район було розділено між Буським, Золочівським та Бродівським районами, зокрема до складу останнього увійшли Гутищенська, Заболотівська, Кутівська, Ожидівська, Підгорецька, Соколівська, Тур'янська і Ясенівська сільради.